# شهرستان ریورسس
شهرستان ریورسس (به لاتین: Rivercess County) یکی از ۱۵ شهرستان کشور لیبریا است که در غرب آن واقع شده‌است. شهرستان ریورسس ۵٬۵۹۴ کیلومتر مربع مساحت و ۷۱٬۵۰۹ نفر جمعیت دارد.